# 小島政章
小島 政章（おじま まさあき）は、戦国時代から安土桃山時代にかけての武将。土佐一条氏、後に長宗我部氏の家臣。

## 略歴
小島氏は土佐国幡多郡小島の国人。
天文8年（1539年）、小島政春の子として誕生。
永禄12年（1569年）、一条兼定の命を受けて和井舎人佑の拠る和井城を落とし、同城をそのまま居城とした。天正2年（1574年）、兼定が為松若狭守らによって豊後国に追放されると、政章はこれに反発し、追放に加担した家臣らを討った。しかしその隙を突いて長宗我部元親が侵攻して来るとこれに降り、従った。天正15年（1587年）、家督を子・政倶に譲り隠居した。
天正19年（1591年）、死去。